# Kubai héja
A kubai héja (Accipiter gundlachi) a madarak (Aves) osztályának vágómadár-alakúak (Accipitriformes) rendjébe, ezen belül a vágómadárfélék (Accipitridae) családjába tartozó faj.

## Rendszerezése
A fajt George Newbold Lawrence amerikai üzletember és amatőr ornitológus írta le 1860-ban. Egyes szervezetek az Astur nembe sorolják Astur gundlachi néven. Faji nevét Juan Cristobal Christoff Gundlach kubai-német természettudósról kapta.

## Alfajai
- Accipiter gundlachi gundlachi (Lawrence, 1860) - Kuba nyugati és középső része
- Accipiter gundlachi wileyi (Wotzkow, 1991) - Kuba keleti része

## Előfordulása
Kuba szigetén honos. Természetes élőhelyei a szubtrópusi és trópusi síkvidéki és hegyi esőerdők, mangroveerdők, mocsári erdők és száraz erdők. Állandó, nem vonuló faj.

## Megjelenése
Testhossza 50 centiméter. A tolla szürke, a hasán a tollak fehérek. Sárga lába van és piros szeme.

## Életmódja
Tápláléka kisebb madarak.

## Szaporodása
A fészket általában egy magas fa törzséhez közel, de a lombkorona alatt helyezi el. A párzási időszak februártól májusig tart. A fiatal madarak júniusban repülnek ki.

## Természetvédelmi helyzete
Az elterjedési területe még elég nagy, de széttöredezett és folyamatosan csökken, egyedszáma 700-900 példány közötti és szintén csökken. Az erdőirtás, a bányászat a tűz és a vadászat veszélyezteti. A Természetvédelmi Világszövetség Vörös listáján veszélyeztetett fajként szerepel.